# 盧雄來
盧雄來（：／ Noh Woong-rae；1957年8月3日—），大韓民國自由派政治人物，第17、19至21屆國會議員。共同民主黨黨員，曾競選民主黨院內代表（國會領袖）。
父親盧承煥曾是第8至10、12、13屆國會議員。